# Zhizhong (köpinghuvudort i Kina, Hainan Sheng, lat 18,62, long 109,27)
Zhizhong är en köpinghuvudort i Kina. Den ligger i provinsen Hainan, i den södra delen av landet, omkring 190 kilometer sydväst om provinshuvudstaden Haikou. Antalet invånare är 24 759. Befolkningen består av 11 774 kvinnor och 12 985 män. Barn under 15 år utgör 19,0 %, vuxna 15-64 år 73 %, och äldre över 65 år 7,0 %.
Runt Zhizhong är det tätbefolkat, med 369 invånare per kvadratkilometer. Närmaste större samhälle är Da'an, 10,4 km nordväst om Zhizhong. I omgivningarna runt Zhizhong växer i huvudsak städsegrön lövskog.
Genomsnittlig årsnederbörd är 2 114 millimeter. Den regnigaste månaden är juli, med i genomsnitt 364 mm nederbörd, och den torraste är januari, med 14 mm nederbörd.